# 유백증
유백증(兪伯曾, 1587년~1646년)은 조선의 문신으로, 본관은 기계(杞溪), 자는 자선(子先), 호는 취헌(翠軒)이다.

## 생애
증광 문과에 병과로 급제해 병조좌랑이 되었지만, 인목대비(仁穆大妃) 폐모론에 반대해 사직했다.
1623년, 인조반정에 공을 세워 정사공신(靖社功臣) 3등으로 기평군(杞平君)에 봉해졌다. 1627년에 정묘호란이 일어나자 강화도로 인조를 찾아가 후금(後金)과의 화의가 잘못되었음을 상소했다. 사후에는 영의정에 추증되었으며, 충경공(忠景公)이라는 시호를 받았다.